# 徐畹芝
徐畹芝（？—？），字懷芬，女，江陰（今江蘇江陰）人。清代詩人，宜興任東閬室。著有 《秋芸閣集》。《江上詩鈔》、《國朝閨秀詩柳絮集》、《國朝閨秀正始續集》、陳芸《小黛軒論詩詩》均有著錄。

## 詩句
- 七絕·借書

玉翦堂前萬卷儲，一編許讀樂何如。

浮生願向書叢老，不惜將身化蠹魚。

- 七絕·寄浣花四姑

菜花橋畔是幽居，靜掩雙扉剝啄疏。

為問新秋殘暑後，調鉛日著幾行書。

- 七絕·月夜懷玉卮姪女

鐙花欲灺篆煙微，坐久渾忘月上幃。

忽憶昨宵微醉後，滿身花影送君歸。